# Balázs Baji
Balázs Baji (Békéscsaba, 9 giugno 1989) è un ostacolista ungherese, primatista nazionale dei 110 metri ostacoli e dei 60 metri ostacoli indoor.
Nei 110 metri ostacoli vanta un bronzo mondiale a Londra 2017 e un argento europeo ad Amsterdam 2016. A livello giovanile è stato invece medaglia d'argento agli Europei under 23 di Ostrava 2011.

## Palmarès
| Anno | Manifestazione    | Sede           | Evento   | Risultato  | Prestazione | Note                                     |
| ---- | ----------------- | -------------- | -------- | ---------- | ----------- | ---------------------------------------- |
| 2008 | Mondiali juniores | Bydgoszcz      | 110 m hs | 7º         | 13"60       |                                          |
| 2009 | Europei indoor    | Torino         | 60 m hs  | Batteria   | 7"94        |                                          |
| 2009 | Europei under 23  | Kaunas         | 110 m hs | Batteria   | 13"96       |                                          |
| 2010 | Europei           | Barcellona     | 110 m hs | Batteria   | 14"01       |                                          |
| 2011 | Europei indoor    | Parigi         | 60 m hs  | Batteria   | 7"77        | Miglior prestazione personale            |
| 2011 | Europei under 23  | Ostrava        | 110 m hs | Argento    | 13"58       | Miglior prestazione personale            |
| 2011 | Mondiali          | Taegu          | 110 m hs | Batteria   | 14"06       |                                          |
| 2011 | Universiadi       | Shenzhen       | 110 m hs | 6º         | 13"71       |                                          |
| 2012 | Mondiali indoor   | Istanbul       | 60 m hs  | Semifinale | 7"76        |                                          |
| 2012 | Europei           | Helsinki       | 110 m hs | Semifinale | 13"68       |                                          |
| 2012 | Giochi olimpici   | Londra         | 110 m hs | Batteria   | 13"76       |                                          |
| 2013 | Europei indoor    | Göteborg       | 60 m hs  | 4º         | 7"56        |                                          |
| 2013 | Mondiali          | Mosca          | 110 m hs | Semifinale | 13"49       |                                          |
| 2014 | Mondiali indoor   | Sopot          | 60 m hs  | Semifinale | 7"63        | Miglior prestazione personale stagionale |
| 2014 | Europei           | Zurigo         | 110 m hs | 4º         | 13"29       | Record nazionale                         |
| 2015 | Europei indoor    | Praga          | 60 m hs  | 7º         | 7"65        |                                          |
| 2015 | Mondiali          | Pechino        | 110 m hs | Semifinale | 13"51       |                                          |
| 2016 | Mondiali indoor   | Portland       | 60 m hs  | 6º         | 7"65        |                                          |
| 2016 | Europei           | Amsterdam      | 110 m hs | Argento    | 13"28       | Record nazionale                         |
| 2016 | Giochi olimpici   | Rio de Janeiro | 110 m hs | Semifinale | 13"52       |                                          |
| 2017 | Europei indoor    | Belgrado       | 60 m hs  | Batteria   | dq          |                                          |
| 2017 | Mondiali          | Londra         | 110 m hs | Bronzo     | 13"28       |                                          |
| 2017 | Universiadi       | Taipei         | 110 m hs | Oro        | 13"35       |                                          |
| 2018 | Mondiali indoor   | Birmingham     | 60 m hs  | Semifinale | 7"64        |                                          |
| 2018 | Europei           | Berlino        | 110 m hs | 8º         | 13"55       |                                          |
| 2021 | Europei indoor    | Toruń          | 60 m hs  | Semifinale | 7"73        |                                          |